# Arnold Green
Arnold Green (* 30. August 1920 in Riga, Lettland; † 4. November 2011) war einer der bedeutendsten estnischen Sportfunktionäre des 20. Jahrhunderts.

## Frühe Jahre
Arnold Green besuchte die Schule in Rakvere und legte dort sein Abitur ab. Bereits im August 1940, kurz nach der Besetzung Estlands durch die Sowjetunion, wurde Arnold Green Mitglied des Zentralkomitees der Kommunistischen Partei Estlands (EKP).

## Kommunistischer Funktionär
Arnold Green schloss in Moskau die höhere Parteischule im Fach Geschichte ab. Anschließend arbeitete er in Estland bei der kommunistischen Zeitung Rahva Hääl („Volksstimme“), deren Chefredakteur er in der Zeit des Stalinismus war. 1953 wurde Green stellvertretender Vorsitzender des Präsidiums des Obersten Sowjets der Estnischen Sozialistischen Sowjetrepublik, war von 1958 bis 1962 Bildungsminister und von 1962 bis 1990 Außenminister der Estnischen SSR.

## Olympische Bewegung
Bei den Olympischen Sommerspielen 1972 in München war Green einer der sowjetischen Delegationsleiter. Seine Hauptaufgabe lag bei den olympischen Segelwettbewerben in Kiel-Schilksee. Die gleiche Aufgabe fiel ihm bei den Olympischen Sommerspielen 1976 in Montreal mit den Segelwettbewerben in Kingston zu.
Arnold Green war bei den Olympischen Sommerspielen 1980 in Moskau der Hauptverantwortliche für die Durchführung der olympischen Segelwettbewerbe in Tallinn. Er zeichnete auch für die Errichtung der wichtigen zusätzlichen Gebäude im Zusammenhang mit den olympischen Spielen wie dem Bau des Jacht- und Segelzentrums im Stadtteil Pirita, des Tallinner Flughafens, des Fernsehturms von Tallinn und des Veranstaltungszentrums Linnahall verantwortlich. Als einer der höchstens Sportfunktionäre Estlands erlangte er großen Einfluss auf Politik, Sport und Gesellschaft. Auf seine Initiative geht auch der Bau zahlreicher weiterer Sportstätten in Estland zurück (u. a. Sportstadion der Universität Tartu, Kalev-Stadion in Tallinn, Sportzentrum Kääriku bei Otepää).

## Estnisches Olympiakomitee
Kurz vor Wiedererlangung der estnischen Unabhängigkeit wurde Green 1989 in freier Wahl zum ersten Präsidenten des wiedergegründeten Estnischen Olympiakomitees (estnisch Eesti Olümpiakomitee) gewählt. Er hatte das Amt bis 1997 inne. In dieser Eigenschaft leitete er die estnischen Delegationen bei den Olympischen Spielen in Albertville, Barcelona, Lillehammer und Atlanta. Er war außerdem Präsident des Zentralverbands des estnischen Sports (Eesti Spordi Keskliit), des Estnischen Ringerverbands (Eesti Maadlusliit) und des Estnischen Skiverbands (Eesti Suusaliit).
2001 wurde ihm vom Internationalen Olympischen Komitee (IOC) der Olympische Orden verliehen. Green war ab 2002 Ehrenpräsident des Estnischen Olympiakomitees.